# Аравійська пустеля та сахарсько-аравійські склерофітні чагарники
Аравійська пустеля та сахарсько-аравійські склерофітні чагарники (ідентифікатор WWF: PA1303) — палеарктичний екорегіон пустель і склерофітних чагарників, розташований в Західній Азії, на території Аравійського та Синайського півостровів.

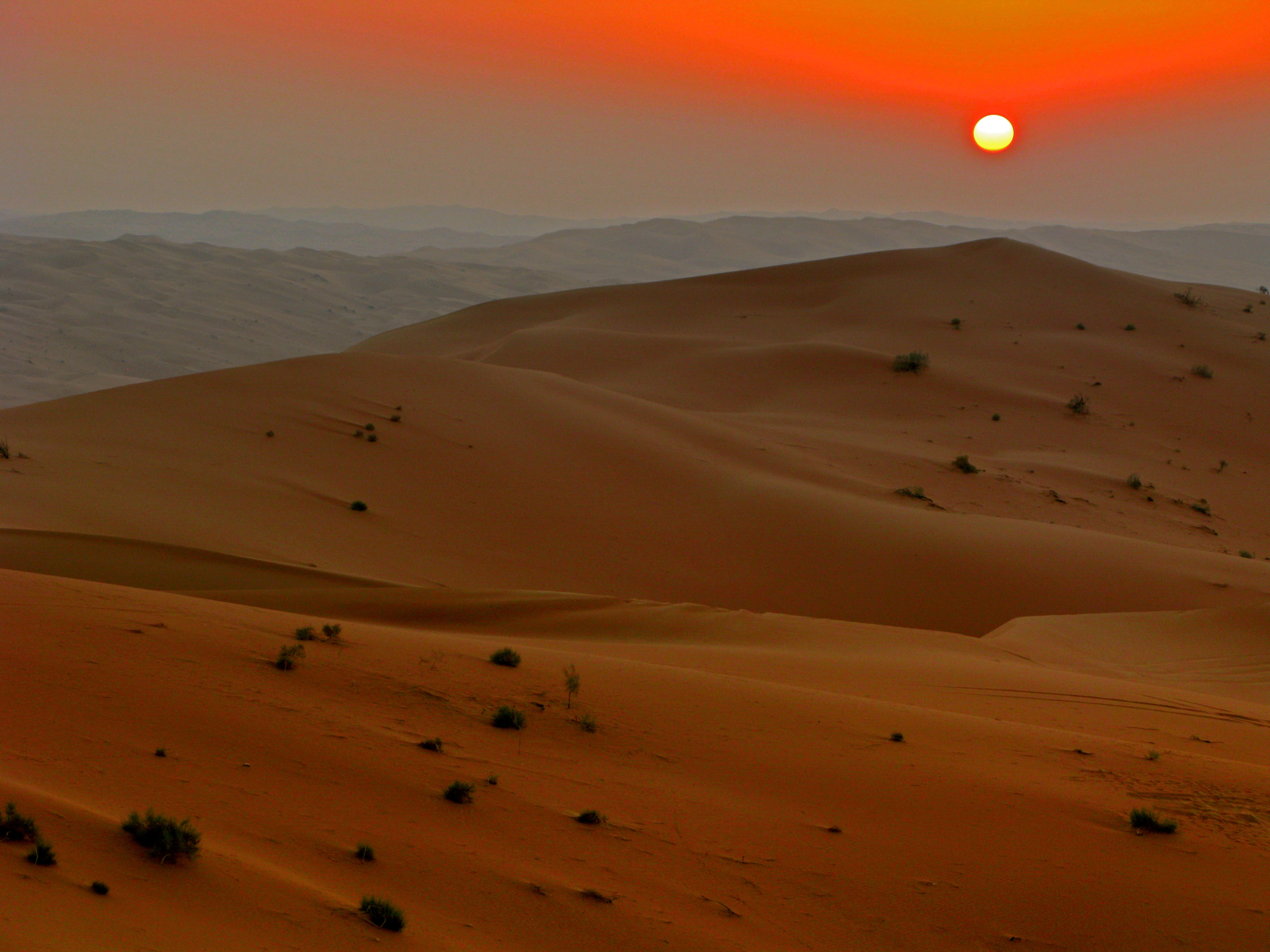
Пустеля Руб-Ель-Халі

## Географія
Екорегіон Аравійської пустелі та сахарсько-аравійських склерофітних чагарників площею приблизно 1 851 300 км² є найбільшим екорегіоном Аравійського півострова. Він простягається від північного Ємену до Перської затоки та від північного Оману до Йорданії та Іраку. Загалом екорегіон ділиться на три великі регіони, кожен з яких з 2017 року класифікується як окремий екорегіон.
Північна Аравійська пустеля охоплює більшу частину Йорданії, північ Саудівської Аравії та захід і центр Іраку. Від Йорданського нагір'я та від оази Ель-Азрак на південний схід простягається широка долина Ваді-ес-Сірхан, досягаючи південної частини базальтового вулканічного поля Ель-Харра, відомого як "Чорна пустеля". Ця пустеля характеризує ландшафт у північно-західній частині регіону, в районі саудівсько-йорданського кордону. Східна частина регіону представлена вапняковими пагорбами, гравійними та піщаними рівнинами, які перемежовуються сухими долинами ваді, по яким час від часу протікають сезонні водні потоки, та кількома солонуватими озерами.
Власне Аравійська пустеля охоплює території Саудівської Аравії, північного Ємену, Кувейту та Іраку, досягаючи на північному сході іранської провінції Хузестан. Крім того, цей регіон включає в себе Синайську пустелю, розташовану на Синайському півострові в Єгипті та пустелю Негев в Ізраїлі. Рельєф цього регіону представлений піщаними та гальковими рівнинами та піднесеними плато, подекуди порізаними ваді. На півдні Синайського півострова екорегіон охоплює гірський масив, найвищими вершинами якого є гора святої Катерини висотою 2629 м та гора Синай висотою 2285 м.
Піщана Аравійська пустеля є справжньою "пустелею всередині пустелі". Основу цього регіону становить пустеля Руб-ель-Халі, розташована на півдні Саудівської Аравії, на півночі Ємену і Оману та на території емірату Абу-Дабі в ОАЕ. Руб-ель-Халі є найбільшою піщаною пустелею у світі, її площа становить понад 500 000 км² і є співставною з площею Франції. Також регіон Піщаної Аравійської пустелі включає пустелю ан-Нафуд площею 65 000 км², яка поєднується з Руб-ель-Халі коридором піщаної пустелі ад-Дехна. Цей коридор прорізає шлях через гірський хребет Тувайк, 800-кілометрову дугу вапнякових скель, плато та химерної форми каньйонів, викарбуваних вітром та піском серед високих скель. Крім того, екорегіон вклюєчає ізольовану піщану пустелю Вахіба в Омані.
Руб-ель-Халі заслуговує на особливу увагу через її домінування в цьому екорегіоні. З геологічної точки зору вона є осадовим басейном, витягнутим по осі південний захід-північний схід через Аравійську платформу. Поверхня пустелі, яка на південному заході піднята на висоту 800 м над рівнем моря, рівномірно нахиляється понад 1000 км, поки не досягне рівня моря на північному сході. Товщина пісків, які покривають гравійні або гіпсові рівнини, в найглибших місцях на сході пустелі становить понад 250 м. На поверхні Руб-ель-Халі степостерігаються різноманітні дюни — від поодиноких барханів до витягнутих дюн довжиною до 300 м на південному заході та до колосальних дюнних гір на північному сході. Силікатні піски, які на 80-90 % складають з кварцу та на 10-20 % з польового шпату, зерна якого вкриті оксидом заліза надають дюнам яскравого червонувато-оранжевого кольору. Природна краса піщаної пустелі вражає своїми червонуватими дюнами, виліпленими вітром і простягнутими аж до самого горизонту.
В деяких частинах екорегіону зустрічаються сипучі піски, найвідомішими з яких є Умм-аль-Самім.

## Клімат
В межах екорегіону переважає жаркий і сухий пустельний клімат (BWh за класифікацією кліматів Кеппена). Середньомісячна температура коливається від 14 до 35 °C, а середньорічна кількість опадів від 5 до 200 мм. Клімат Північної Аравійської пустелі є дещо прохолоднішим і вологішим, мінімальні середньорічні температури там становлять 2-15 °C, а максимальні — 25-40 °C. Середньорічна кількість опадів  на півночі становить близько 50-200 мм. Також більш прохолодним кліматом вирізняються гірські райони Синайського півострова. На горі Святої Катерини середньомісячна температура коливається від 5 до 21 °C.
Клімат пустелі Руб-ель-Халі класифікується як "гіпераридний". Середня температура там становить 36 °C, а максимальні температури серпня можуть перевищувати 51 °C. Взимку середня температура в пустелі Руб-ель-Халі становить 12 °C, вночі спостерігаються заморозки. Середньорічна кількість опадів становить менше 35 мм, а у деяких частинах Руб-ель-Халі дощів може не бути понад 12 місяців.

## Флора
Екорегіон Аравійської пустелі вирізняється низким флористичним різноманіттям. Тут росте близько 900 видів рослин.
На півночі екорегіону рослинний покрив представлений невисокими склерофітними чагарниками полину (Artemisia spp.), кураю (Salsola spp.) та солончакового саксаулу (Haloxylon salicornicum), а також невеликими однорічними рослинами, такими як Spergularia diandra та Eremobium aegyptiacum. Хоча рідкісний рослинний покрив спостерігається майже повсюдно, переважно рослини зосереджені у руслах ваді, де ґрунти більш глибокі. На вулканічних плато Йорданії росте рідкісний арабський мигдаль (Prunus arabica), в районі оази Ель-Азрак — галофітні рослини, такі як кущистий солонець (Salicornia fruticosa) та звичайний содник (Suaeda vera). Навколо озера Мільх в Іраці росте трав'янистий солонець (Salicornia europaea), звичайний очерет (Phragmites australis) та гострий ситник (Juncus acutus)
На схилах гірського хребта Тувайк ростуть акацієві дерева (Vachellia spp.) та кущі повія (Lycium spp.). Зарості здебільшого зосереджені на периферії гравійних ділянок, де з часом накопичився ґрунт, а також у ваді, по яким з навколшніх плато періодично стікають струмки. У ваді ростуть тамарикси (Tamarix spp.) та пенджабські смоківниці (Ficus palmata), а після дощів в деяких районах з'являються луки ефемерних трав, таких як Centropodia forsskalii та Neurada procumbens, які швидко проростають і розсіюють своє насіння, перш ніж зав'янути під літнім сонцем. На Синайському півострові росте кілька ендемічних видів рослин, зокрема рідкісна арабська шипшина (Rosa arabica), яка перебуває на межі зникнення.
Пустеля Руб-ель-Халі вирізняється низьким флористичним різноманіттям. В її межах росте лише 37 видів рослин, з яких 20 видів — в центральній частині, а 17 видів — на периферії. З них лише 1-2 види є ендеміками. Загалом рослинний покрив піщаної пустелі представлений рідкісними, однак рівномірно розподіленими чагарниками, які чергуються з майже повністю позбавленими рослинності ділянками. На схилах дюн росте волохатий джузгун (Calligonum crinitum), одноголкова корнулака (Cornulaca monacantha) та різновид смикавця Cyperus conglomeratus. Серед інших широко поширених в пустелі видів слід навести Dipterygium glaucum, Limeum arabicum та Zygophyllum mandavillei. Дерева в Руб-ель-Халі відсутні, за винятком периферії, де у ваді та в улоговинах між дюнами зустрічаються жовті акації (Vachellia flava) та дерева гаф (Prosopis cineraria). В пустелях Абу-Дабі найбільш характерним деревом є чубатий джузгун (Calligonum comosum), який росте серед продуваємих вітром пісків.

## Фауна
Незважаючи на спекотний і сухий клімат, екорегіон аравійської пустелі вирізняється значним різноманіттям фауни. Тут мешкає 102 види ссавців, зокрема нубійські козли (Capra nubiana), звичайні каракали (Caracal caracal), барханні коти (Felis margarita), піщані лисиці (Vulpes rueppellii), звичайні лисиці (Vulpes vulpes), аравійські вовки (Canis lupus arabs), смугасті гієни (Hyaena hyaena), капські зайці (Lepus capensis) та аравійські газелі (Gazella arabica). На Синайському півострові зустрічаються фенеки (Vulpes zerda). Білі орикси (Oryx leucoryx) та аравійські піщані газелі (Gazella marica) майже вимерли внаслідок полювання на них, однак завдяки охоронним заходам їхнім популяціям вдалося відновитися.
В екорегіоні зустрічаються близько 310 видів птахів, зокрема аравійські жайворонки (Eremalauda eremodites), вохристі жайворонки (Ammomanes cinctura), пустельні жайворонки (Ammomanes deserti), великі пікіри (Alaemon alaudipes), аравійські бюльбюлі (Pycnonotus xanthopygos), бліді чечевиці (Carpodacus synoicus), аравійські моріо (Onychognathus tristramii) та аравійські куріпки (Ammoperdix heyi). Також в регіоні зустрічаються такі птахи, як пустельний пугач (Bubo ascalaphus), короткохвостий крук (Corvus rhipidurus), білоголова кам'янка (Oenanthe leucopyga), східний джек (Chlamydotis macqueenii) та африканський гриф (Torgos tracheliotos). Раніше в екорегіоні мешкали аравійські страуси (Struthio camelus syriacus), однак вони вимерли у 1930-х роках.
Оази та інші водно-болотні угіддя екорегіону, такі як Ель-Азрак в Йорданії, відіграють дуже важливу роль у відпочинку птахів, які мігрують з Євразії до Африки. Озеро Сава в Іраці також є домом для різноманітних птахів, у тому числі ендемічних підвидів малої пірникози (Tachybaptus ruficollis iraquensis) та сірої ворони (Corvus cornix capellanus).

## Збереження
Природоохоронні території екорегіону включають: Природний заповідник короля Салмана ібн Абдул-Азіза, заповідник Урук-Бані-Ма'арід і Спеціальний природний заповідник Аль-Тубайк в Саудівській Аравії та Природний заповідник Аль-Таліла в Об'єднаних Арабських Еміратах.